# 丹尼斯克特站
丹尼斯克特站是一个服务于英国威尔士加的夫郊区的火车站。
残疾乘客可以通过坡道进入车站的两个站台。有人行天桥连接两个站台。卡迪夫中央站方向的站台可通过一座天桥抵达，雷德尔站方向的站台可通过主干道（Danescourt Way）旁的住宅区道路（Beale Close）抵达。

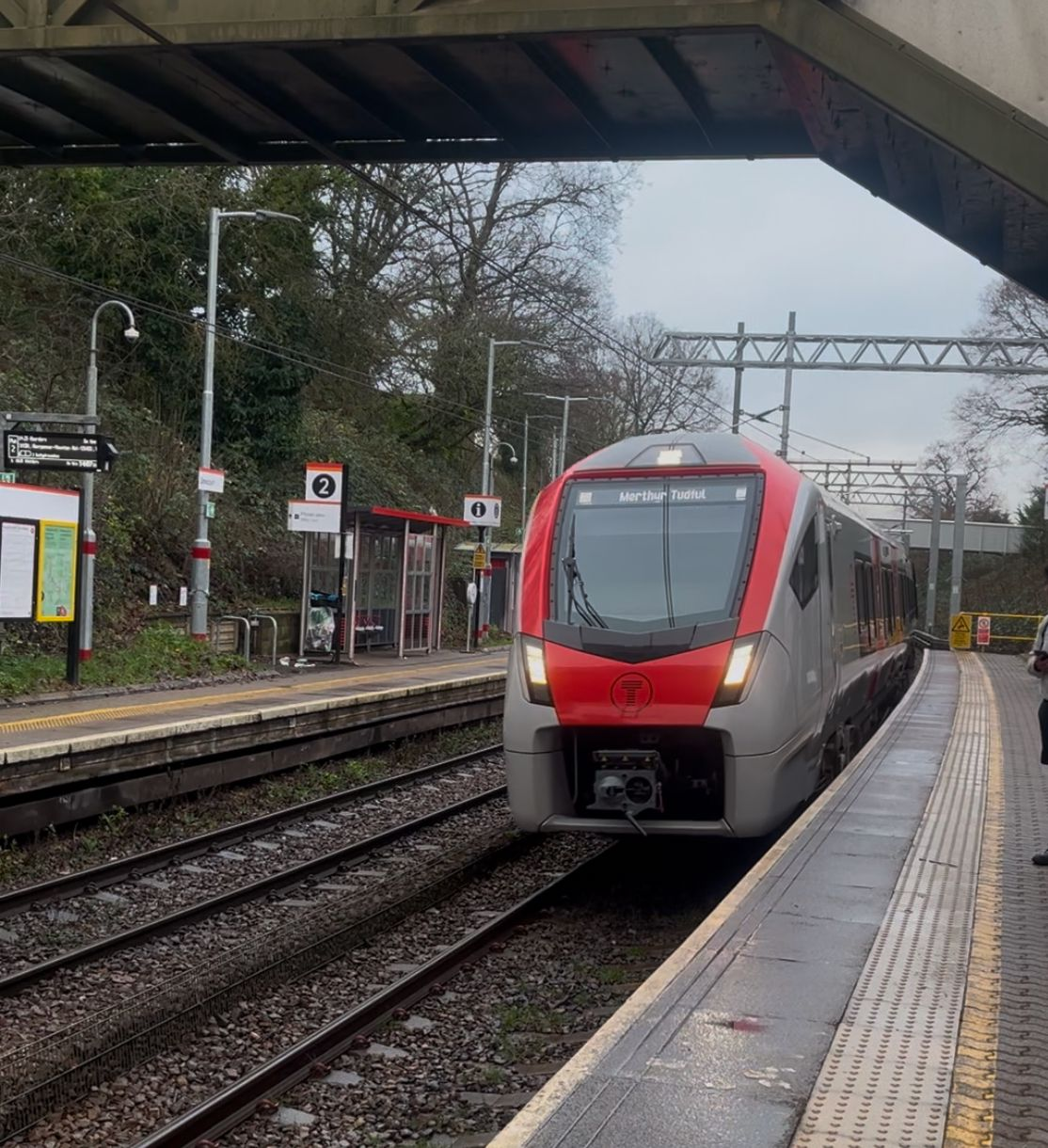
英国铁路756型轻型动车停靠本站（梅瑟蒂德菲尔方向）